# 도른비른
도른비른(독일어: Dornbirn)은 오스트리아 서부 포어아를베르크주에 위치한 도시로, 면적은 120.97km2, 높이는 437m, 인구는 46,080명(2012년 기준), 인구 밀도는 380명/km2이다. 오스트리아에서 10번째로 큰 도시이며 독일과 스위스, 리히텐슈타인 국경과 가까운 편이다. 895년 문헌에 처음 등장하며 1380년 합스부르크 왕가의 지배를 받았다. 오스트리아의 중요한 상업 도시 가운데 한 곳이다.

## 인구
| 연도 | 인구   | ±%     |
| ---- | ------ | ------ |
| 1869 | 8,707  | —      |
| 1880 | 9,464  | +8.7%  |
| 1890 | 10,810 | +14.2% |
| 1900 | 13,193 | +22.0% |
| 1910 | 16,320 | +23.7% |
| 1923 | 14,481 | −11.3% |
| 1934 | 16,650 | +15.0% |
| 1939 | 17,572 | +5.5%  |
| 1951 | 22,532 | +28.2% |
| 1961 | 28,075 | +24.6% |
| 1971 | 35,113 | +25.1% |
| 1981 | 38,641 | +10.0% |
| 1991 | 40,735 | +5.4%  |
| 2001 | 42,301 | +3.8%  |
| 2011 | 45,605 | +7.8%  |
| 2014 | 46,883 | +2.8%  |
| 2017 | 49,090 | +4.7%  |

## 자매 도시
- 헝가리 케치케메트
- 프랑스 셀레스타